# Lars Vågberg
Lars Vågberg, född den 30 juni 1967 i Sollefteå, Sverige, är en norsk curlingspelare.
Han tog OS-guld i herrarnas curlingturnering i samband med de olympiska curlingtävlingarna 2002 i Salt Lake City.